# Les Fragments d'institutions républicaines
 (janvier 2016).
 (janvier 2018).
Si vous disposez d'ouvrages ou d'articles de référence ou si vous connaissez des sites web de qualité traitant du thème abordé ici, merci de compléter l'article en donnant les références utiles à sa vérifiabilité et en les liant à la section « Notes et références ».
Les Fragments d'institutions républicaines ont été rédigés par Louis Antoine de Saint-Just dans les années 1793-1794.
Ces textes sont considérés comme importants pour la connaissance de l'époque et de Saint-Just